# Mono Jojoy
Víctor Julio Suárez Rojas, alias Jorge Briceño Suárez o Mono Jojoy (Icononzo, Tolima, 2 de enero de 1953-La Macarena, Meta, 22 de septiembre de 2010), fue un guerrillero colombiano, comandante del Bloque Oriental, jefe militar y miembro desde 1993 hasta su muerte del Secretariado de las Fuerzas Armadas Revolucionarias de Colombia - Ejército del Pueblo (FARC-EP), grupo calificado de terrorista por la Unión Europea (hasta 2017), Estados Unidos (hasta 2021), y acciones condenadas por la OEA, ONU (hasta los acuerdos de paz en 2016).
Se vinculó en 1975 a la guerrilla de las FARC, como guerrillero raso, y de forma progresiva fue ocupando los cargos de «comandante de escuadra», compañía y otros hasta llegar a pertenecer al secretariado de las FARC-EP desde 1993 hasta su muerte.
Fue ampliamente conocido en la guerra como Mono Jojoy. Según información del Departamento Administrativo de Seguridad (DAS) en Colombia, fue apodado de esta manera por varios subalternos cuando dirigía como comandante del Bloque Oriental de las FARC-EP por su «facilidad para escabullirse de sus perseguidores», al igual que «lo hace una especie de gusano selvático a la que se conoce como 'mojojoy'». Su hermano era Germán Suárez Briceño alias "Grannobles", también guerrillero de las FARC-EP.

## Biografía

### Orígenes
Su familia era de origen campesino y debido a La Violencia partidista que azotó al Tolima, se desplazó hacia la zona del Sumapaz, en Cundinamarca. Desde la edad de seis años vivió en Cabrera junto con su mamá y su hermano menor cuidando cultivos de fríjol y ganado, hasta aproximadamente los ocho o diez años, previo a su ingreso a esa edad a los movimientos insurgentes contra los gobiernos del Frente Nacional.
Su madre era cocinera del entonces comandante de autodefensas comunistas, Jacobo Arenas, y su padre hizo parte de los subversivos que perteneció al frente que dirigió Juan de la Cruz Varela, uno de los líderes de las guerrillas liberales de Cundinamarca en la época de La Violencia, su padre fue asesinado durante el gobierno de Gustavo Rojas Pinilla (1953-1957). Varela era el líder de la colonia agrícola de Sumapaz, una especie de anticipo de las llamadas repúblicas independientes que antecedieron a las FARC-EP.
Sobre el nombre de los padres de Jojoy existen varias versiones, al igual que su fecha de nacimiento. Revista Semana identifica al padre de Mono Jojoy como "Noé Suárez Castellanos" y a su madre como "Romelia Rojas". El Heraldo de Barranquilla dice que el Mono Jojoy fue bautizado en Cabrera (Cundinamarca), pero que su lugar de nacimiento también da la fecha en 1949 en Boavita, Boyacá. Además, afirma que el ‘Mono Jojoy' tramitó una cédula de manera fraudulenta a nombre de "Luis Suárez (17.708.695) expedida en Cartagena del Chairá".
Sobre su verdadero nombre, la Interpol figura que su nombre es "Jorge" tiene sus apellidos reales como "Briceño Suárez", con fecha de nacimiento en "febrero de 1949", hijo de "Jesús Briceño" y "Elizabeth Suárez". Revista Semana afirma que su nacimiento fue el 2 de enero de 1951, mientras que el diario español El Mundo afirma que fue el 5 de febrero de 1953 en Cabrera, Cundinamarca.

### Militancia en las FARC-EP
Se vinculó en 1975 a las FARC-EP como guerrillero raso y recibió instrucción de Jorge Torres Victoria, alias "Pablo Catatumbo", para en forma progresiva ir ocupando los cargos de «comandante de escuadra», compañía y otros hasta llegar a pertenecer al secretariado de las FARC-EP. Fue considerado uno de los rebeldes más radicales y violentos, probablemente el más sanguinario de la organización guerrillera. Después de ser abatido por las autoridades, el presidente de Colombia, Juan Manuel Santos, le calificó como el «símbolo del terror».
Fue ampliamente conocido por el alias de 'Mono Jojoy'. Según información del Departamento Administrativo de Seguridad (DAS), fue apodado de esta manera por varios subalternos cuando dirigía como comandante del denominado Bloque Oriental por su «facilidad para escabullirse de sus perseguidores», al igual que «lo hace una especie de gusano selvático a la que se conoce como 'mojojoy'».
Su actividad en las FARC-EP comenzó en la región de la Sierra de la Macarena, donde organizó el ataque contra una patrulla del Batallón Cazadores, en el que murieron 24 soldados. Sin embargo, su historia como comandante guerrillero se remonta hacia la década de 1980. Acudía junto a Iván Márquez a la Universidad de la Amazonia en Florencia (Caquetá). Su clase preferida era la que dictaba ‘Joaquín Gómez’.
En 1983, fue nombrado jefe de seguridad de Jacobo Arenas y le entregaron a su mando dos escuadras del Frente 7 de las FARC-EP, que más tarde serían los cimientos del Frente 26 de las FARC-EP, en La Uribe (Meta). En la época de los Acuerdos de la Uribe, se decía que el Mono Jojoy sería el sucesor de Tirofijo, entonces jefe de las FARC-EP, sin embargo, su participación en los diálogos de La Uribe fue marginal: apenas el encargado militar de cuidar la zona. Por su cabeza el Estado colombiano ofrecía 500 millones de pesos.
En 1987, ordenó una emboscada contra la Fuerza Pública en la vía San Vicente del Caguán–Puerto Rico (Caquetá), fueron asesinados 26 soldados y 44 quedaron heridos. En 1988, alias "Mono Jojoy" ordenó la emboscada en la vereda San Juan sobre la vía hacia Cartagena del Chairá; allí fueron asesinados 12 militares y 12 resultaron heridos.
En 1989, el entonces comandante del Frente 7 de las FARC-EP fue descubierto por Jacobo Arenas comercializando con pasta de hoja de coca en la Serranía de La Macarena y fue sancionado, en su reemplazo temporal se asignó a ‘Mono Jojoy’ y fue desplazado hacia el Guaviare. En La Macarena fue puesto al comando del Frente 27 de las FARC-EP, uno de los frentes madres de las FARC-EP creado por ‘Jojoy’. Meses después se crearon los frentes 43 y 44 en el sur de Meta, y 'Jojoy' inició así su carrera de ascenso. Las FARC-EP lograron victorias contra las Fuerzas Militares en el departamento del Meta, donde la guerra sucia contra la Unión Patriótica (UP) conlleva la radicalización de las FARC-EP. Con la muerte de Jacobo Arenas, en 1990, el 'Mono Jojoy' ingresó al Secretariado y se convirtió en el comandante del Bloque Oriental.

#### Década de 1990
En 1991, 'Mono Jojoy' ordenó el ataque a la base militar Girasoles (Meta): 2 militares mueren y 17 son secuestrados. Su imagen se volvió famosa cuando no existían acercamientos de paz con el Gobierno tras la Operación Casa Verde, y la confrontación se incrementaba. Después de los diálogos de Caracas y Tlaxcala, el presidente César Gaviria declaró «la guerra integral» y las FARC-EP se prepararon para la etapa siguiente del conflicto. En ese momento, 'Mono Jojoy' se convirtió en un personaje relevante, por encima de las figuras de Alfonso Cano, Iván Márquez, y otros miembros del secretariado que habían sido protagonistas en la mesa de negociaciones. En 1993, en la población de Cachipay (Cundinamarca), alias "Mono Jojoy" ordenó el secuestro del industrial Carlos Upegui Zapata (liberado el domingo 23 de enero de 1994). En 1994, en la localidad de La Ceiba, km 14 sobre la vía Puerto Rico–San Vicente del Caguán, ordenó el secuestro de en sus palabras, «cualquier diputado, candidato a Cámara de Representantes o candidato a la alcaldía de la población de Puerto Rico» en el departamento del Caquetá.
Ese mismo año, en la vereda Galicia de El Paujil, Caquetá, alias "Mono Jojoy" ordenó el secuestro del senador liberal Rodrigo Turbay Cote. También en 1994, planeó y dirigió el asesinato del general Carlos Julio Gil Colorado en Villavicencio. En el ataque, las FARC-EP utilizaron entre 35 y 40 kilos de dinamita gelatinosa.  Su voz la dan a conocer los medios de comunicación públicamente por grabaciones de radioteléfono, en las que da órdenes de cometer todo tipo de delitos. Las famosas «pescas milagrosas» en la vía al Llano (carretera que comunica el centro con el oriente del país), las tomas a poblaciones del departamento del Cauca y los primeros secuestros de soldados y policías. En agosto de 1995, ordenó el ataque simultáneo a la Base de Polícia de Miraflores (Guaviare) y a las instalaciones del Batallón Joaquín París, en ese mismo departamento; 18 militares murieron.
En 1996, 'Mono Jojoy' ordenó una emboscada a un convoy militar en Puerres (Nariño); varios militares murieron en la acción. En agosto de 1996, una semana después del ataque a la base de Las Delicias y el secuestro de los 60 soldados, también ordenó un asalto a la base militar de La Carpa, localizada entre las inspecciones del Capricho y La Carpa, en el departamento de Guaviare, en el que fueron asesinados 23 militares. Ese mismo año ordenó una emboscada contra militares colombianos en el municipio de Puerres, departamento de Nariño, varios militares murieron. En 1997, las FARC-EP iniciaron la estrategia de "vacío de poder", con la que buscaron aniquilar los sectores políticos legales en sus zonas de influencia. Cientos de concejales, alcaldes y gobernadores renunciaron a su cargo ante amenazas. Los principales lugartenientes de ‘Mono Jojoy’ desplegaron olas de violencia por todo el país, en un Paro Armado. Alias Urías Cuéllar y ‘Romaña’ comandaban contingentes de tropa de más de 100 guerrilleros por los Llanos del Yarí.
En 1998, ordenó el ataque a la base militar de La Uribe, departamento del Meta, en donde 28 militares resultaron muertos y otros 30 heridos. En noviembre del mismo año, ordenó la Toma de Mitú (Vaupés). Sesenta agentes de la Policía Nacional de Colombia y 10 civiles fueron asesinados y otros 30 secuestrados para un eventual "canje". El Mono Jojoy reapareció en la zona de distensión en 1999. También fue testigo de la reunión en la que el ex comisionado Víctor G. Ricardo y se tomó una fotografía con alias Manuel Marulanda, quien le dio el triunfo de las elecciones al presidente Andrés Pastrana. Fue el único guerrillero que acompañaba al jefe de las FARC-EP cuando se reunió con Pastrana.

#### Década de 2000
En 2000, ordenó el asesinato de Diego Turbay Cote en el paraje La Esmeralda, municipio de El Doncello, departamento del Caquetá. Ese mismo año ordenó el secuestro del senador del departamento de Caldas, Óscar Tulio Lizcano. En 2001, ordenó el secuestro del exgobernador del departamento del Meta, Alan Jara, sobre la vía Lejanías-Granada. Ese mismo año también ordenó el secuestro de otro político, el liberal Luis Eladio Pérez en el municipio de Ipiales, departamento de Nariño. En el municipio de Gigante, departamento del Huila, ordenó el secuestro de Orlando Beltrán Cuéllar.
Bajo sus órdenes, el Bloque Móvil Arturo Ruíz de las FARC-EP llevó a cabo la Toma del Cerro Tokio donde 15 militares resultaron muertos, cuatro heridos y dos desaparecidos. En mayo, ordenó accionar un carro bomba en Bogotá, que produjo por lo menos 35 personas heridas.  En junio, el Frente 30 de las FARC-EP secuestró 14 personas civiles en Cali. Posteriormente, ordenó el asalto al Fuerte Coreguaje en el corregimiento de La Tagua, Puerto Leguízamo, departamento del Putumayo, donde 32 militares fueron asesinados, 19 más quedaron heridos, equipos bélicos fueron saqueados. El lunes 9 de julio el Frente 41 de las FARC-EP secuestró 41 civiles en la ciudad de Valledupar (Cesar). El jueves 26 del mismo mes, 17 civiles fueron plagiados en Neiva por la Columna Móvil Teófilo Forero en el Asalto al edificio Miraflores. Entre los secuestrados estuvo Gloria Polanco. En septiembre el Frente 33 de las FARC-EP asesinó 20 civiles en La Gabarra (Norte de Santander), mientras que el sábado 29 de septiembre en Valledupar ordenó el secuestro de la exministra de Cultura Consuelo Araújo Noguera. En noviembre, ordenó atentar contra la caravana presidencial de Álvaro Uribe sobre la vía circunvalar que comunica a Barranquilla-Galapa. El 1 de diciembre de 2001 15 civiles que se movilizaban en un bus fueron asesinados, en el municipio de Aquitania (Boyacá). El lunes 17 de diciembre, ordenó un atentado con coche bomba en la zona urbana de San Martín (Meta). Allí murió una persona y 16 más resultaron heridas.
En 2002, ordenó a las FARC-EP llevar a cabo el denominado «Plan Rompimiento», con el que se atentó contra la infraestructura energética y vial de Colombia. El 25 de enero de 2002, ordenó hacer detonar un artefacto explosivo cerca a la 6.ª estación de la Policía Nacional en Bogotá, cuatro policías y un civil murieron. El martes 29 del mismo mes, el Frente 26 de las FARC-EP fue responsable del Atentado con casa bomba en El Dorado (Meta): murieron 29 militares y nueve resultaron heridos. El martes 29 de enero de 2002, el Frente 3 de las FARC-EP activó un carro bomba en el Barrio Buenos Aires en Florencia, Caquetá. Un militar murió y 12 resultaron heridos. El miércoles 20 de febrero ordenó secuestrar al senador Jorge Gechem Turbay en un avión a pleno vuelo. Tres días después, la entonces candidata presidencial Ingrid Betancourt que se desplazaba por vía terrestre hacia la zona de distensión, tras el rompimiento de los diálogos de paz entre el presidente Pastrana y las FARC-EP, fue secuestrada. El 21 de marzo de 2002, el Frente 9 de las FARC-EP atacó una ambulancia, asesinando a seis civiles e hiriendo a dos. De igual forma, el domingo 7 de abril, el Frente 31 activó un coche bomba, hiriendo a 67 civiles y a tres policías en el Barrio La Grama de Villavicencio. El jueves 11 de abril de 2002, la Columna Móvil Teófilo Forero de las FARC-EP, secuestró a 12 diputados del departamento del Valle del Cauca; un suboficial muere acuchillado.
El 14 de abril de 2002 ordenó un atentado contra el entonces candidato presidencial Álvaro Uribe en Barranquilla. Tres muertos, 17 heridos. Dos días después, el miércoles 17 de abril, el Frente 19 de las FARC-EP secuestró de 12 civiles en Fundación (Magdalena). El jueves 2 de mayo de 2002, el Frente 57 de las FARC-EP cometió la Masacre de Bojayá en medio de combates contra paramilitares de las AUC, en el departamento del Chocó; 119 civiles fueron asesinados y 44 más resultaron heridos. Meses después, el miércoles 7 de agosto de 2002, las FARC-EP atentaron nuevamente durante la posesión del presidente Álvaro Uribe en Bogotá: 14 muertos, 33 heridos. El Frente 37 de las FARC-EP secuestró a 12 civiles en San Juan Nepomuceno (Bolívar) el lunes 2 de septiembre de 2002. El jueves 19 de septiembre el Frente 27 de las FARC-EP bsecuestró 22 campesinos. La Red Urbana Antonio Nariño de las FARC-EP inició por órdenes de alias "Mono Jojoy" y los otros miembros del secretariado una serie de atentados; el lunes 9 de diciembre atentaron contra las "Supertiendas el Bodegón", 69 personas resultaron heridas. El viernes 13 de diciembre atentaron contra el edificio de las Residencias Tequendama en Bogotá; en el ataque se lanzaron explosivos que dejaron 18 heridos. El viernes 13 de diciembre enviaron una carta-bomba al senador Germán Vargas Lleras; el artefacto estalló e hirió al senador.
En julio de 2004, fue implicado junto con los demás miembros del secretariado de las FARC-EP, por el Gobierno de Colombia, en el Atentado al Club El Nogal ocurridos el viernes 7 de febrero de 2003. Estos hechos dejaron 36 muertos y más de 200 heridos. Por este homicidio múltiple fue condenado a 40 años de cárcel. Junto a Manuel Marulanda, fue señalado por la Fiscalía General de presunto secuestro del niño Emmanuel desde su nacimiento, hijo de la excandidata vicepresidencial Clara Rojas, razón por la cual se profirió medida de aseguramiento en su contra. Fue acusado como responsable del secuestro de Íngrid Betancourt, aspirante presidencial para el periodo 2002-2006; asimismo del asesinato de los Turbay Cote a escasos kilómetros de la zona de distensión, aparentemente por iniciativa propia del Frente 14 de las FARC-EP. Alias Mono Jojoy fue considerado como uno de los guerrilleros más radicales del ala militar; impartió la orden de exigir la renuncia a los alcaldes y a centenares de funcionarios de municipios colombianos, en sus palabras «secuestrar o ajusticiar a quien no renuncie a su cargo en cualquier rincón del país».
Tras la muerte del jefe de las FARC-EP el 26 de marzo de 2008, Manuel Marulanda y la incautación de los Computadores de Raúl Reyes, el Mono Jojoy habló (mientras era filmado) a sus guerrilleros más cercanos informándoles sobre la situación y lo que implicaba dicha incautación; Jojoy les informó sobre la muerte de Marulanda, reveló que había donado dinero a la campaña presidencial de Rafael Correa, presidente de Ecuador y que mantenían acuerdos y comunicación a través de emisarios. El video fue incautado a su correo humano, Adela Pérez Aguirre, conocida con el alias de 'Camila' o 'Patricia'.
Según informes de inteligencia del gobierno colombiano revelados en mayo de 2008, seis hombres de su confianza lo intentaron asesinar y posteriormente cobrar la recompensa que se ofrecía por el jefe guerrillero. Según el comandante de las Fuerzas Militares, General Fredy Padilla de León, se dijo que el plan finalmente fracasó y como consecuencia, 'El Mono Jojoy' mandó a asesinar a tres de los que planeaban matarlo; los otros tres lograron escapar. Uno de los guerrilleros se desmovilizó y está en manos de las autoridades. El general Padilla dijo que el gobierno cumpliría con su compromiso de otorgarle beneficios jurídicos, además de esperar su colaboración para ubicar el campamento donde se resguardaba Briceño.
El sábado 21 de febrero de 2009, el entonces ministro de Defensa Juan Manuel Santos, desestimó que 'Mono Jojoy', estuviera agonizando pero confirmó que sí estaba enfermo y rodeado, contradiciendo la versión del diario El Nuevo Herald que publicó que «se encontraba moribundo en un campamento clandestino de la selva colombiana, como consecuencia de una diabetes crónica mal tratada». Santos afirmó que todo sí era cierto, menos que estuviera agonizando. Se estableció que desde el año 2007 aproximadamente, el estado de salud del 'Mono Jojoy' era grave y estaba deteriorándose, por lo que podría haber entrado en una fase terminal. Según información del diario El Nuevo Herald, 'Mono Jojoy' contaba al momento con un plan de seguridad de dos anillos al que solo pertenecían veteranos combatientes de su mayor confianza y "muchas mujeres".

## Acusaciones
Según información del Ministerio de Defensa de Colombia recopilada desde 1987, al "Mono Jojoy" se le atribuyeron 105 "acciones terroristas" como emboscadas, incursiones a localidades, secuestros de políticos, industriales, ganaderos y secuestro de aviones. También pesaban sobre él acusaciones de inducir sabotajes y atentados contra oleoductos, activación de coches bomba y ordenar asesinatos selectivos e indiscriminados contra civiles, políticos, militares y policías, entre otros delitos. El Departamento de Estado de los Estados Unidos ofrecía una recompensa de hasta 5 millones de dólares por información que condujera a su arresto y/o condena. Mientras que el Gobierno Nacional de Colombia ofrecía 1000 millones de pesos colombianos o 555 000 US$ (2010) como recompensa por la captura del jefe guerrillero. Fue acusado de reclutamiento de menores.
Fue considerado uno de los rebeldes más radicales y violentos, probablemente el más sanguinario de la organización guerrillera. Después de ser abatido por las autoridades, el presidente de Colombia en aquel entonces, Juan Manuel Santos, le calificó como el «símbolo del terror».
Al Mono Jojoy se le acusaba de narcotráfico, rebelión, terrorismo, homicidio con fines terroristas, homicidio múltiple y agravado, sedición, constreñimiento ilegal, lesiones personales, asalto, extorsión, conspiración en actividades del narcotráfico, secuestro, secuestro simple y extorsivo, hurto, porte ilegal de armas, fabricación y tráfico de armas y municiones de las Fuerzas Militares, utilización de medios y métodos de guerra ilícitos, daño en bien ajeno, concierto para delinquir, desplazamiento y desaparición forzada, reclutamiento ilícito, perturbación en servicio de transporte colectivo u oficial, delitos de lesa humanidad, entre otros. Además, le figuraban 105 investigaciones, 79 órdenes de captura, 12 medidas de aseguramiento, 5 condenas, 3 solicitudes de extradición y una circular roja de la Interpol.
El Departamento de Estado de los Estados Unidos ofrecía una recompensa de hasta 5 millones de dólares por información que condujera a su arresto y/o condena. Mientras que el Gobierno Nacional de Colombia ofrecía 1000 millones de pesos colombianos —USD 555 000 (2010)— como recompensa por la captura del jefe guerrillero. Fue abatido en la Operación Sodoma el 22 de septiembre del 2010 en un bombardeo a uno de sus campamentos ubicados en la Sierra de la Macarena.

## Muerte
El miércoles 22 de septiembre de 2010, en horas de la madrugada, durante la Operación Sodoma de la Fuerza de Tarea Conjunta Omega de las Fuerzas Militares de Colombia, cayó abatido el jefe del Bloque Oriental por un ataque aéreo en la región de la Macarena, en una zona llamada "la Escalera". Los intensos combates después del bombardeo duraron casi todo el miércoles, y solo hasta la mañana del jueves 23 de septiembre, las Fuerzas Militares entraron al lugar y realizaron la identificación de los cadáveres. Desde Nueva York, estando en la Asamblea General de las Naciones Unidas, el presidente Juan Manuel Santos confirmó la noticia a través de mensajes de su teléfono a funcionarios del gobierno.
En la Operación Sodoma  participaron cerca de 30 aviones entre Kfir y Super Tucanos y unos 27 helicópteros de la Fuerza Aérea Colombiana y de la Aviación del Ejército UH-60L - Huey II. El desembarco de policías y tropas se produjo a unos 26 kilómetros del sitio conocido como la Julia, en la región de la Macarena, en el departamento del Meta. Fuentes militares informaron que en las filas de la subversión cayeron 20 guerrilleros. De parte de las Fuerzas Militares, fueron reportados seis militares heridos y la muerte de una perra antiexplosivos llamada 'Sasha'. Sin embargo, tras más de una semana de registrado el bombardeo, el gobierno confirmó la muerte de dos soldados del ejército colombiano en la operación.
El ministro de la Defensa colombiano, Rodrigo Rivera Salazar, dijo que el campamento bombardeado tenía aproximadamente 300 metros de largo y en él se encontraba un búnker hecho en concreto, con túneles de escape. Según el diario colombiano El Tiempo, estuvieron involucrados alias "Mauricio el Médico", uno de los suplentes del Secretariado de las FARC-EP y alias "Romaña", quienes después aparecerán en los diálogos y acuerdos de paz con las FARC-EP. Tras un análisis de medicina legal se determinó que Jojoy murió por politraumatismo; con señales de aplastamiento y asfixia, causados por la onda explosiva y la destrucción del búnker. El sitio en internet, Anncol, afín a las FARC-EP, publicó tres comunicados que confirman la muerte de Jojoy y critican las celebraciones y despliegue de medios.
El cuerpo de Mono Jojoy fue reclamado inicialmente el viernes 24 de septiembre por una mujer de nombre Jenny Flórez, que dijo ser de nacionalidad ecuatoriana, misionera y haber sido ayudada por la guerrilla. Su cuerpo fue pedido también por una mujer de nombre Lucero, natural de Cabrera (Cundinamarca) que dice ser su sobrina. Según dijo nunca estuvo de acuerdo con la vida que Mono Jojoy eligió pero que tampoco le daba "vergüenza" decir que era su tío, ni familiar. Lucero afirmó no haber visto a su tío en más de 20 años. Sobre el cuerpo de Mono Jojoy dijo que prefiere enterrarlo en un pueblo y no en una ciudad. "Hubo mucha gente lastimada por él y por su grupo y lamento eso. Pero es un ser humano y se merece un entierro. Mejor que nadie sepa dónde está, para evitar muchas cosas. Hay cantidad de cosas que podrían hacer con un cuerpo así". El cuerpo sería entregado el martes 28 de septiembre de 2010, pero ninguna persona ha tramitado los documentos necesarios para reclamar el cadáver. Seis meses después de ser abatido, recibió sepultura tras un largo proceso que terminó con la entrega del cuerpo a su hermano Aníbal Peralta Rojas, el único que pudo acreditar el parentesco. Su otro hermano era Germán Suárez Briceño alias "Granobles", también guerrillero de las FARC-EP y que registra más de 16 órdenes de captura que incluyen delitos como hurto, homicidio, terrorismo, secuestro y extorsión. Tuvo un hijo: Jorge Ernesto Suárez, y se han realizado homenajes por el partido de la Fuerza Alternativa Revolucionaria del Común, y las disidencias de la Segunda Marquetalia. En la actualidad algunos grupos disidentes toman como inspiración a Mono Jojoy para su regreso a las armas-